# 라이너 브라운
라이너 브라운(영어: Reiner Braun, 일본어: 라이나- 부라운(ライナーㆍブラウン))은 만화 <진격의 거인>의 주연급 등장인물이자 작가의 공언상이다. 본래는 마레 제국의 전사였다.

## 작중 행적
초대형 거인과 갑옷 거인의 시간시나구 습격 이후 피난민 행렬에서 짤막하게 등장했다. 이후 104기 훈련병단 수석인 미카사 아커만 다음으로 2위를 했으며 항상 솔선수범하고 지도력, 세심함, 인덕을 두루 갖추고 있어 훈련병단 동기인 마르코 보트와 더불어 그야말로 타고난 리더에 적합한 병사다. 어른스럽게 동료들에게 충고를 하는 반면 유쾌하게 농담을 건내기도 한다. 고립적인 애니 레온하트가 리더로 인정해주고 자존심이 강하며 평가에 냉정하고 가차 없는 장 키르슈타인에게 의지되는 사람이라는 평을 받으며 바보 포지션 코니 스프링거에게도 존경받는 만큼 동료들의 신뢰도 깊다.
물을 마시다 아르민에게 격하게 뿜는 장면으로 첫등장을 했다. 또한 가스 확보를 위해 목숨 건 작전을 수행하기 직전에도 "목덜미를 칠 수 없으면 거인의 똥꼬에 칼날을 쑤셔라. 그게 거인을 죽이는 2가지 방법 중 하나야"라는 개그를 친다. 의도한 개그는 아니지만 애니 레온하트와 대인격투를 할 때는 "병사에게는 물러설 수 없는 상황이 있다! 지금이 그래!"라고 당당하게 외치고는 지기도 했다.
병사로서 타인을 지키기 위해 자신이 방패가 되는 것을 당연한 책임으로 여겨 위험한 일에 앞장서고 동료를 위해서라면 목숨도 거는 모습을 자주 보여주는데, 이것을 절친한 벗인 베르톨트는 나쁜 버릇이라며 불만스럽게 여긴다. 베르톨트의 말에 따르면 라이너는 병사인 지금과 달리 예전엔 전사였다고 한다.
대인격투술 따위 쓸모없다고 말하던 엘런 예거도 라이너가 말한 "병사는 힘을 길러 약자를 보호해야 할 책임이 있다."는 말에 수긍하며 자신은 그저 분노를 토할 줄 밖에 모르던 애송이였다고 반성하게 만들 만큼 여러모로 난국인 세상에서 병사의 귀감이 되는 인물이다.
실제로 엘런이 유일하게 동경했던 대상은 마카사, 라이너였으며 엘런에게 라이너는 절친한 친구이자 믿을 수 있는 동료, 그리고 본받고 싶은 형과도 같은 존재였다.
벽외 조사 중 갑작스레 등장한 여성형 거인에 장, 아르민과 셋이서 대치한다. 하지만 얼마 안 가 여성형 거인의 손에 붙잡히고 그대로 압사해 사망한 줄 알았으나 여성형 거인의 손을 베어가르고 탈출한다.
여성형 거인과의 전투 직후 말을 잃어 버린 상황에서 크리스타 렌즈가 잃어버렸던 말을 도로 되찾아 주고 일행의 무사함에 안도하자, 방금 전까지 목숨이 왔다갔다하던 상황도 잊고 '결혼하고 싶다'는 생각을 한다.
이후 여성형 거인 2차 포획전에서는 104기 훈련병 중 스파이가 있다고 생각한 스미스 단장의 지시로 월 로제 외곽에서 대기하게 된다.
느닷없이 월 로제 내부에 출몰한 무지성 거인 무리 때문에 타 104기 훈련병들과 월 로제를 돌아다니며 거인출몰의 사실을 알린다. 이후 우트가르트 성터에서 머물던 도중 짐승 거인의 습격을 받게되고 후에 소형 거인에게 심각한 부상을 입고 동료들을 구하기 위해 자폭까지 하려다가 간신히 살아난 일이 있었는데, 이를 크리스타 렌즈가 치마를 찢어 붕대로 사용하여 치료해 주자 또 '결혼해야겠다'고 생각한다. 결국 무지성 거인들의 지속적인 공격에 나나바와 겔거가 당하고 죽을 위기에 위미르가 거인화하여 대처한 덕에 살아남는다.
4년 전 월 마리아를 함락시켰던 갑옷 거인이었다. 그의 엘런에게 들려준 고향에 돌아간다는 목표에서 의미하는 고향은 방벽 내부에 있지 않았다. 사실 거인화할 수 있는 인간 중 하나로, 월 마리아의 벽을 부수었던 갑옷 거인이 그 정체이다. 또한 같은 고향 출신의 전우인 애니 레온하트는 여성형 거인의 실체였고 베르톨트 후버 역시 초대형 거인이었다.
즉 라이너는 작중 가장 많은 사람을 죽게 만들었다. 인류의 20%가 월 마리아를 탈환하려다 죽었는데 족히 수십만에 달하는 숫자가 라이너가 뚫은 구멍에 의해 죽은 것.
여성형 거인 포획 이후 방벽 안쪽에서 거인이 출몰하기 시작하고, 방벽에 구멍이 난 것인지 확인하기 위해 월 로제 남쪽에 도착한 이후 베르톨트에게 "이제 고향으로 돌아갈 수 있다. 지금까지의 고생에 비하면 앞으로 조금 밖에 남지 않았다."라는 말을 들은 후 자신들의 정체와 목적을 밝히고 엘런을 회유해 도망치려 한다. 베르톨트가 당황하는 것을 보면 사전에 계획된 것이 아닌 라이너의 독자적인 행동인데, 지금껏 치밀하게 숨겨왔음에도 오랜 잠입 생활로 인한 정체성 혼동으로 의도치 않게 도박을 한 것이다.
엘런이 고향에 같이 가주면 더 이상 인류를 공격할 필요가 없어진다며 설득하지만, 당연히 거절당한다. 여성형 거인 건으로 조사병단은 이미 이 두 사람이 거인일지도 모른다고 경계하고 있던 상황이었고, 미카사가 달려들며 실패로 돌아가는 듯 싶었으나 순간 망설인 미카사가 치명상을 입히지 못한 탓에 결국 갑옷 거인으로 변신하여 엘런과 맞붙게 되는데, 혼자서 수십마리의 거인을 학살하고 여성형 거인을 상대로도 제법 선방했던 엘런을 작중 최초로 일방적으로 밀어붙인다. 그러나 압도적으로 우세를 점하고 있던 도중 예상치 못한 엘런의 관절기에 걸려 전세가 역전되고 위기에 처했으나, 초대형 거인으로 변신한 베르톨트의 도움으로 엘런을 제압하고 납치하는 데 성공한다.
이후 거대 나무의 숲으로 도망가 우선 거인이 움직일 수 없는 밤까지 휴식을 취하기로 한다. 그런 상황에서 방금 전까지만 해도 엘런과 대립했던 것을 까맣게 잊은 듯한 '병사'로서의 태도를 보이지만, '우린 병사가 아니라 전사'라는 베르톨트의 일침에 다시 정신을 차린다. 그 뒤 짐승 거인에 대해 묻는 유미르에게 '이 세계에 앞날이 있을 것이라 생각하냐'는 질문을 던진다. 그리고 유미르에게 자신들을 따라오라며, '네 목숨은 보장하지 못해도 적어도 크리스타 렌즈의 목숨은 보장할 수 있다'고 설득한다. 결국 유미르는 엘런에게 무언가 말하려던 입을 꾹 다물어 버린다.
이 때의 유미르의 추리에 의하면, 라이너는 원래 방벽의 파괴와 '방벽 안쪽 인류'의 몰살을 목적으로 방벽에 잠입했으나 병단에 입단하고 방벽 안쪽 사람들과 어울려 살면서 죄책감으로 인해 방벽을 파괴하는 거인의 '전사'로서의 자신과 방벽을 지키는 인간 '병사'로서의 자신으로 인격이 분열됐다. 이게 사실이라면, 라이너가 병사로서 행하던 행동이나 모습은 가식이 아니라 모두 진심이라는 것이 된다. 또한 평소에 뭘 해도 묻어가는 모습의 베르톨트와 리더로서 주관이 있어보이던 라이너의 모습과는 달리, 사실은 오히려 라이너가 주변에 물들기 쉽고 스스로의 의지가 결여된 베르톨트가 착실하게 첩보 활동을 하고 있었다는 것도 반전이라면 반전이라 볼 수 있다.
라이너의 과거 회상에 따르면 거인에게 습격을 받아 먹힐 뻔한 것을 동료가 밀치고 대신 먹혀 목숨을 구했다, 이 장면에서 나온 거인은 거인화한 유미르이다. 지성 없이 파라디 섬을 떠돌던 유미르는 라이너의 동료를 잡아먹고 능력과 지성을 얻게 되었다. 유미르의 목숨을 보장하지 못하는 이유도 여기에 있는 듯 하다.
47화에서 베르톨트와 고향에서 엘런 예거가 가진 거인의 능력을 찾고 있으며 그게 어떤 '연구'에 관련되어있다는 뉘앙스의 대화를 한다. 게다가 월교의 중요 인물인 크리스타가 손에 들어오면 연구가 훨씬 쉬워질거라는 둥의 말을 하는걸로 봐선 월교가 숨기고 있는 진실이 관련되어 있는 듯하다.
어쨌거나 그 후 베르톨트와 함께 병단의 도착을 눈치채고 엘런과 유미르를 데리고 도주하려 한다. 팔의 재생이 덜 끝난 엘런이 반항하지만 그럭저럭 제압하고, 유미르의 반 협박에 가까운 요청에 크리스타까지 납치하고는 거인화해서 숲을 빠져나가는데는 성공한다. 하지만 여전히 병단에게 추격당한다. 결국 몸을 돌보지 않는 병단의 추격에 엘런을 빼앗기지만 자신의 주변에 달라붙은 거인을 집어 던지며 저항한다.
50화에 각성한 엘런을 보고 "최악의 능력이 녀석의 손에 넘어 가고 말았어!", "단언하건대 이 세상에서 가장 그걸 가지면 안되는 녀석은 엘런, 바로 너야!"라며 읊조린다.
이후 무수한 거인의 떼를 불러온 에르빈에 의해 전보다 더 고전하면서 베르톨트의 안전까지 걱정하게 생겼으나 다행히 유미르의 도움으로 어떻게든 월마리아까지 후퇴하는덴 성공, 월마리아 위에서 한숨 돌린다. 시간시나구의 베르톨트가 걷어찼던 부숴진 성벽 위에서 휴식을 취하는 중이지만 시간시나구에서도 정확히 어디인지 모를 엘런의 집 지하실을 먼저 뒤지려는 것은 아니고 고향을 향해 도망치다 보니 도착한 듯 보인다.
70화에서 베르톨트와 함께 등장한다. 애니를 먼저 구하고 싶었던 라이너는 원래 임무를 중시하는 짐승거인과 임무 우선권을 둔 결투를 벌였다. 짐승거인에게 처참하게 패배한 갑옷거인 라이너는 시간시나구에서 엘런 일행을 기다리기로 한다.
74화에서 시간시나구 방벽 안쪽에 매복해 있는 것이 발각되자 자신을 찾아낸 병사를 찔러 죽인 후 아르민에게 달려들다가 리바이에게 목 뒷덜미와 심장을 정확히 찔린다. 하지만 거인화하는 인간 특유의 질긴 생명력 때문에 즉사하지 않아서 곧바로 갑옷거인으로 변해버린다.
77화에서 뇌창을 맞고 턱위로 모두 날아가버린 모습으로 등장, 거인에게서 상체가 분리된 모습이다. 살아있는지는 불명이다. 베르톨트를 부르기 위해 포효한 것으로 봐서 살아있다는 설이 유력하다.
예상대로 78화에서 살아있다는 것이 밝혀졌다. 거인의 몸을 눕혀서 마무리를 하러 온 한지 반을 당혹케 한다.
80화에서 다시 부활했다. 초대형 거인과 마주보며 엘런 일행을 에워싼다.
82화에서 정신을 차리지만 머리가 날아가서 기억이 불완전하기에 싸우기 직전의 상황까지만 기억한다. 뇌창의 기억도 함께 사라졌기에 뇌창으로 무릎을 맞고 쓰러져서 당황하는 등 미카사 일행에게 고전하다가 팔을 휘둘러 쟝과 사샤에게 중상을 입힌다. 하지만 갑자기 한지 조에가 나타나서 라이너를 공격한 탓에 턱이 열리고 미카사가 목구멍에 뇌창을 넣어 당하게 된다.
83화에서 양팔과 다리가 잘리고 안대가 씌어진다.
한지 조에에게 유미르의 편지를 크리스타에게 전해달라고 한 다음 목이 베여져 죽을 위기에 처했지만 짐승 거인이 또 구해준다.
84화에서 베르톨트가 거인이 된 아르민에게 먹혀서 죽은 것을 아직까지 모르고 있다. 알게 되면 매우 큰 충격을 받을 듯하다.
85화에서 짐승 거인과 차력 거인과 함께 셋이서 도망쳤다는 게 밝혀졌다.
94화에 수용구 안쪽에 귀향병들을 기다리던 군중들 틈에 섞여 있던 가비의 부모님인 자신의 삼촌과 숙모와 재회하고 자신의 어머니 카리나 브라운하고도 상봉한다. 저녁 만찬에서 어머니와 온 친척들이 모인 한 자리에서 가비의 무용담을 조용히 듣는다. 친척들과 삼촌이 파라디 섬의 동포들에 대해 물어 보자 일부의 내용은 말할 수 있다면서 훈련병단에 잠입해 있는 동안 인연을 쌓게 된 악마들과의 동거는 말 그대로 지옥 그 자체였다며 그들 하나 하나에 대해 이야기하기 시작한다. 얼핏 들으면 파라디섬의 동료들을 악마라고 매도하는 듯 보이지만 그들과 나날이 어울려 지낸 추억과 유대를 그리워 하는 걸 느낄 수 있다. 이로 인해 듣고 있던 친척들은 모두 침묵하고, 카리나는 흔들리는 눈빛으로 응시하였고 가비는 이런 저런 녀석들이라는 말에 어이없어한다. 이에 아까 한 얘기는 전부 잊어 달라고 부탁한다. 만찬 후에는 어렸을 적의 방 침대에 누워 스스로의 과거를 되돌아본다.
회상은 라이너의 과거를 보여준다. 라이너는 본래 마레의 레벨리오 수용구에서 사는 순혈 엘디아인인 카리나 브라운과 어느 마레인 남성의 외동아들로 출생한 혼혈이었다. 침실에서 카리나로부터 자신의 출생의 비밀을 들은 라이너는 아버지가 마레인이고 자신들은 엘디아 인이기에 서로 떨어져 살 수밖에 없다며 눈물까지 흘리는 카리나를 보고 라이너는 부모님과 셋이서 화목한 가정 속에서 살겠다는 목표를 세우고 전사 후보생에 지원하여 테오 마가트의 전사 훈련을 받는다. 지원자들 중에는 라이너보다 뛰어난 재능을 갖춘 라이벌들이 포진해 있어서 과정은 순탄치 않았다. 수차례 탈락의 고배를 마시는데도 차마 꿈을 포기할 수 없었던 나머지 충성심이라도 인정 받으려는 노력을 기울인 끝에 후보생이 되었고 기필코 아홉 거인을 계승하겠다는 결의를 굳힌다.
이후에는 선배 지크 예거로부터 시조 탈환 작전에 일곱 명의 후보생 중 다 합쳐서 여섯이 투입될 거라는 정보를 듣는다. 드디어 꿈에 그리던 전사가 될 수 있다는 생각에 기뻤지만 마르셀의 동생 포르코 갤리어드로부터 넌 절대 전사가 될 수 없을 거라는 조롱을 받는다. 후보생이 된 이유가 능력도 아닌 충성심 뿐이라는 독설에 그만 열이 오른 나머지 포르코를 엘디아 복권파와 엮어 고발하겠다고 협박하여 주먹을 맞고 엎어진다. 울음을 터트리다가 베르톨트의 부축을 받고 일어나 "파라디섬의 악마들을 모두 무찌르고 전 세계에게 사랑 받는 영웅이 되고야 말겠다."고 다짐하고 훈련에 매진한다.
95화. 중동과의 전쟁은 끝났지만 제2차 시조의 거인 탈환 임무를 위해 지크의 사무실을 방문해 회의에 참석한다. 지크로부터 마레의 국력을 안정화하고 세계 각국을 동맹으로 규합하기 위해 1년 안에 파라디 섬을 정벌할 것을 호소하는 연설 축사가 한 달 뒤 전퇴의 거인을 소유한 타이버 가문에 의해 진행될 거라는 이야기를 듣는다. 그 와중에 포르코가 타이버 가문에게 불만을 늘어 놓으려 하자 절묘한 타이밍에 끼어들어 입막음을 한다. 그 이후 가비와 팔코가 경쟁하고 있는 광경을 가까이서 보며 "난 또 다시 그 섬에 가야 하는 건가."하고 과거를 회상한다.
라이너는 결국 포르코를 누르고 갑옷 거인의 계승자로 선택받는다. 그 사실에 납득할 수 없었던 포르코가 시비를 걸지만 진짜 꼴찌는 네가 아니냐며 맞받아친다. 펀치를 날리려던 포르코를 형 마르셀이 말리더니 갑자기 라이너에게 미안하다고 사과한다. 파라디로의 출정 당일로부터 이틀 전 군중의 틈 속에 남성을 발견해 친아버지임을 직감하고 몰래 따라가서 만났지만 그는 오히려 브라운 모자를 향해 욕설과 폭언을 쏟아 부었다. 예상과 달리 자신을 부정하는 아버지의 모습에 잠시 충격에 빠지지만 카리나의 격려와 에르디아인 동포들의 응원에 정신을 차리고 섬의 최남단 항구에 도달한다. 이대로 북진해서 작전 대로 수행하라는 지시를 남긴 마가트 대장하고 헤어진다.
섬으로 진입 후 야영하던 중 베르톨트가 망설이는 기색을 보이기 시작하자 우린 세계를 대신해서 파라디의 악마들을 심판하러 온 영웅들이라 주장한다. 이때, 울상을 지은 마르셀이 미안하다고 입을 열며 진실을 털어 놓는다. "왜 사과를 하는 건데?"라는 말만 내뱉다가 동이 틀 무렵 에르디아의 거인으로부터 기습당할 위기에 처하지만 마르셀이 그를 대신해 잡아 먹히게 된다. 겁에 질린 라이너는 오직 앞만을 바라보며 정신 없이 도망치기 시작한다.
97화에서 애니와 베르톨트가 라이너를 따라잡는다. 애니는 현재 시조 탈환은 불가능하다고 냉정히 판단해 막 인간으로 돌아왔을 턱 거인을 데리고 조국으로 돌아 가자고 주장한다. 하지만 라이너는 돌아가기 위해서는 성과가 필요하다며 끝까지 작전을 속행하고 시조의 거인을 탈환하자고 한다. 하지만 애니에게는 자신들을 책임에 끌어 들이려는 비겁한 발악으로밖에 보이지 않았고 결국 머리가 피칠갑이 될 정도로 발길질 당한다. 그러나 역으로 애니의 목을 조르고 제압하면서 애니가 기절 직전에 자신이 작전의 모든 책임을 짊어지고 마르셀의 대타가 되겠다고 선언한다.
결국 작전 대로 애니가 여성형 거인의 비명으로 거인들을 불러 모으고 베르톨트가 초대형 거인으로 개폐문을 뚫은 다음 라이너가 갑옷 거인으로서 벽 위를 올라가 시간시나 구로 뛰어 들어가 육탄돌격으로 성문에 구멍을 뚫고 월 마리아를 무너뜨린다.
성문으로 돌진하면서 자신은 본래부터 전사가 될 수도 없고, 어머니의 꿈도 이룰 수 없으며, 오늘 아침 거인에게 먹혀 죽을 운명이었는데 어째서 자신을 살렸느냐고 마르셀에게 묻는다. 월 마리아를 파괴한 뒤 월 로제의 대피소에서 모여 애니와 베르톨트를 부둥켜 안는다.
피난민들 틈에 섞여 내부로 잠입한 삼인방은 월 로제의 외딴 개척지로 보내진다. 그 곳에서 어느 시간시나 구 남동쪽에 위치한 지도에는 없는 마을에서 왔다는 노년의 남자와 만나게 된다. 개척지에서 2년의 세월을 조사해 왔는데 대외적으로 프리츠 왕이라고 알려진 자는 그저 꼭두각시라는 걸 알아 낸 것만 빼고 별 다른 진전이나 성과가 없었다. 그래서 방벽 어딘가에 숨은 왕을 최대한 자극하지 않는 선에서 중앙 헌병단에 들어가 조금씩 조심스럽게 시조의 거인에게 다가가자는 라이너의 발의로 전사대 삼인방은 훈련병단에 입단하게 된다. 이 때 입대식에서 키스 샤디스 단장이 훈련병 군복을 입은 라이너에게 입단 사유가 무엇이냐는 질문을 걸어 왔는데 곧바로 "인류를 구하기 위해서입니다."라고 대답한다.
일명 "병사놀음"을 시작하자 마자 라이너는 마르셀의 대타가 되겠다는 본인의 선언, 그리고 1권부터 보여 준 대로 듬직하고 의협심 넘치며 누구에게나 상냥한 리더상을 연기해 나가며 에렌 예거를 비롯한 동기들 모두로부터 호의와 존경을 받는 존재가 된다. 104기 동기생들과 우정과 추억을 쌓으면서 3년의 병사 생활에 동화된 듯하다가 어느 날 문제가 터진다. 해산식 전날 밤에 애니가 첩보 조사하러 왕도에 잠입해 검은 코트를 입은 자를 미행하다가 들켜 버리자 임무의 한계에 직면한 것을 알게 된 것이다. 상황에 지친 애니는 이대로 사명을 포기하고 마레로 돌아가자고 주장하지만 라이너는 거절하고 내일 있을 해산식 다음 날 조사병단이 벽 외 조사를 하러 간 틈을 타 월 로제를 부수고 다시 난민으로 위장해 왕도로 들어가 버리는 것으로 트로스트 구 함락 작전을 계획한다. 네 친구들이 죽을지도 모르는데 걱정되지도 않냐는 애니의 독설에 그들은 우리하고 다른 악마들이라고 일축한다. 마지막으로 그에게 언제나 마음 고생만 시켜서 미안하다고 사과를 하고 두 사람을 이끌어 숙소로 발걸음을 되돌린다.
다음날 낮이 되자 라이너는 무리하게 입체 기동 훈련에 몰두하던 엘런에게 그러다간 죽을 수 있다며 만류한다. 그러면서도 무릎을 꿇으며 울상이 된 그 모습에서 이전 절망하던 자신과 똑같다는 동질감을 느끼고, 엘런한테서 "어떻게 하면 미카사나 너처럼 될 수 있어?"라는 말을 듣고 진심 어린 마음을 담아 그저 나아가라고 기운을 북돋고 너라면 틀림없이 거인들을 구축할 수 있을 거라고 응원한다.
98화. 그로부터 약 한 달째 되는 날 마가트를 비롯한 마레군 수뇌부 상관들과 작전 모의를 위한 자문역을 하고 있었다. 주제는 파라디 섬의 어느 방향부터 선제 공격을 가할지에 대해서였는데 이전에 보낸 32척의 구축함을 포함한 조사 선박이 침몰해 버린 후유증으로 남쪽으로도 북쪽으로도 많은 고충이 뒤따를 것이라고 의견을 내놓지만 쓸모 없다며 마레군 상관들에게 쫓겨난다. 콜트와 전사들과 연병장 위를 경주하는 후보생들을 구경하다 팔코가 처음으로 가비를 제치고 결승선을 통과하는 모습에 놀라워 하며 흐뭇한 웃음을 띄운다. 그리고 본부를 떠나 가는 전사장에게 의아한 시선을 떼지 않는다.
며칠 후 타이버 가문의 축사 당일에는 마레식 군복을 입고 후보생들과 축제 내내 동행하며 이들을 보호한다. 음식 살 돈이 부족한 아이들이 눈빛으로 "라이너, 제발....." 하는 듯이 축제 막바지까지 이들의 훌륭하고, 충실한 자금원이 되었다. 샌드위치부터 시작해서 핫도그, 피자 4인당 4조각까지 이것저것 사 주는 식으로. 지갑에서 돈이 하나씩 사라질 때마다 서서히 표정이 어두워지는 전개는 독자들의 웃음을 불러 일으킨다. 그러면서도 해맑게 웃는 가비와 아이들을 보곤 살짝 미소를 짓는다.
배탈 난 가비가 최근 처음 있는 일들만 일어나 뭔가가 변할 것 같아라며 웃자 살짝 주저하더니 맞다고 대답한다. 축제가 끝나고 타이버 가문의 당주 빌리 타이버가 연설하기 직전에 임박한다. 전사들과 후보생들이 모두 광장에 모여 있을 때 잠시 일행과 떨어져 있었던 팔코로부터 같이 어디로 가 줄 수 없냐는 부탁을 듣고 맨 처음에는 대체 무슨 일이냐고 물었지만 결국 어쩔 수 없다는 듯이 팔코를 따라갔다. 
99화에서 엘런을 눈 앞에 두고 엄청난 충격에 휩싸인다. 엘런은 라이너에게 같이 빌리의 연설을 감상하자며 칼로 그어 둔 오른 손바닥의 상처로 지하실 위 건물의 민간인들을 가리키며 담담하면서도 직간접적으로 "네가 내 말을 안 들으면 난 망설임 없이 거인화해서 민간인들을 학살하겠다."고 협박해 온다. 보여준 상처 너머의 숨겨진 그 의미를 꿰뚫고 순순히 응하여 의자에 앉는다. 둘 사이에 흐르는 어두운 기류에 어색함을 느끼고 자리에서 벗어나려는 팔코가 엘런에게 남아 있으라는 지시를 받자 하라는 대로 하라고 명령했다. 바닥만 보다가 고개를 들어 엘런에게 어떻게 여기로 들어 욌냐고 질문하는데 되돌아온 대답은 "너와 똑같다."라는 말 한 마디였다.
이윽고 지하실의 삼인방은 타이버 가문의 수장 빌리 타이버가 들려 주는 서론인 엘디아의 역사를 듣는다. 잠시 뒤 본론으로 넘어 간 타이버의 폭로를 거쳐 거인 대전의 진실을 깨닫게 되고 눈 앞에 있는 엘런 예거가 반란으로 시조의 거인을 강탈한 카를 프리츠의 반역자이자 신시대의 위협으로 떠올랐다는 연설을 새겨 듣는다.
100화에서 엘런과의 만남을 주선한 팔코가 자신이 가장 존경하던 사람의 정체가 파라디 섬에서 온 적임을 깨닫고 원망하는 말을 듣고 착잡한 감정을 느낀다. 직후 대화를 통해 한 달 전 팔코가 가지고 나간 편지의 실체를 전해 듣게 되는데, 실은 엘런이 동료에게 전해 달라고 한 편지임에 당혹감을 보인다.
그러는 사이 야외에서는 엘런 예거의 위험성을 경고하며 그를 테러리스트로 몰아 가는 빌리의 연설이 이어지고 있었고, 엘런은 자신이 언제든지 세계를 종말시킬 수 있는 악당이라는 빌리의 주장이 모두 정확하다고 인정하면서도 한 편으론 자신이 살던 고향을 침공하고 어머니를 살해한 라이너 일행이 똑같이 악당처럼 보였다고 주장하며 라이너를 추궁하자 순순히 그가 원하는 모든 대답을 해 준다. 그러자 엘런은 되려 "어쩔 수 없지."라며 라이너의 처지와 입장을 이해하려는 반응을 나타낸다. 그러다가 스스로 입을 열어 나와 베르톨트가 최대한 고통스럽게 죽을 수 있도록 노력하겠다는 맹세를 지키기 위해 여기 온 거냐고 물어본다. 하지만 엘런은 과거의 증오라면 이제 깨끗이 잊었으며 지금의 나는 예전과 달리 줄곧 크게 괴로워 했을 라이너를 원망하지 않는다고 고백한다.
그러자 라이너는 눈물을 흘리고 이제껏 참아내 온 죄책감과 후회, 그리고 숨겨졌던 함락 사태의 내막을 모두 고백하고 "너희 앞에 듬직한 리더처럼 보인 것도 단지 영웅이 되고 싶었던 내 욕망 때문이다."라며 자신을 죽여 달라고 애걸한다. 하지만 엘런은 그러지 않고 오히려 일어서라고 손길을 내밀자 엘런의 손을 붙잡고 제자리에서 일어선다. 엘런은 자기 말대로 자신은 라이너와 똑같으며, 예전에 라이너가 응원한 대로 적을 구축할 때까지 계속 나아갈 거라는 말을 뱉더니 빌리 타이버가 선전포고를 외치는 순간 거인화한다. 그 뜨거운 열기와 빛에 라이너와 팔코까지 휩쓸려 버린다.
레벨리오 전투가 이어지는 동안 어떻게든 살아서 지하실 안쪽에서 생존했다는 게 드러난다. 엘런이 거인화하는 순간 서둘러 오른손을 물어 뜯고 거인화했기 덕분에 팔코를 무탈하게 지켜낼 수 있었으나 본인은 이미 갑옷과 동화되어 의식이 반죽음이 되었고 전투 초장부터 사실상 무력화당한 거나 매한가지였다. 팔코에 의하면 "본체가 살아가고자 하는 의지만 있는 한" 심신 회복 쯤은 문제 없지만 라이너는 더 이상 살고 싶지 않고 죽고 싶어했기 때문에 재생이 제대로 이루어지지 않았다. 그걸 잘 알고 있었던 팔코는 라이너의 고통스런 심정을 이해하고 무리하게 깨우지 않고 쉴 수 있도록 내버려 둔다.
104화, 지하에서 의식을 잃은 지 5화째 되는 에피소드에, 전퇴의 거인의 최후의 보루였던 수정체가 산산조각이 나 계승자는 죽고 그 힘이 깃든 척수액을 들이마신 엘런이 전퇴의 거인을 전신으로 흡수, 뒤이어 포르코까지 잡아 먹히기 직전에 처한다. 이것을 목도한 가비가 라이너에게 어서 포르코를 구해 달라고 부르짖는데도 "조용히 있어줘, 제발 날 좀 내버려 달라고. 이제 사라지고 싶어."라고 거부하지만 이내 팔코까지 가비의 연호에 가세하자 살아가려는 의지를 되찾고 일어서기 시작한다.
불완전하게 갑옷 거인화하고 말 없이 에렌에게 다가간다. 그런데 공격하기도 전에 안면 하관에 주먹을 가격당해 일방적으로 압도당하나, 그 틈에 턱 거인의 머리채를 끌어 당겨 포르코를 구출한다. 그 뒤 체력이 모두 소진되어 목덜미에서 나온 엘런을 응시하더니 똑같이 소진된 기력과 함께 쓰러진다. 엘런은 후퇴하면서 시야에 멀어지는 라이너를 슬픔에 찬 눈빛으로 바라보며 다시 만나자는 말을 남긴다.
107화에서 마레에 있는 어느 병원에서 깨어난다. 곁에 있던 포르코와 피크에게 가비 브라운과 팔코 그라이스가 어디 있냐고 다짜고짜 물어보면서 그들의 목소리를 들은 것에 대해 혼란스러워 한다.
108화에서 전투 뒷수습 후 마가트와 피크, 포르코, 콜트와 긴급 대책 회의에 참석해 있다. 레벨리오 광장 곳곳에 발견된 수상한 물증, 피크의 추리를 토대로 지크 예거의 생존 및 배신 사실, 의용병의 존재를 확인하면서 그가 죽음을 위장하고 파라디 섬 비행선으로 몰래 탑승했음을 알아차린다. 테오 마가트 대장과 동료들은 세계 연합군을 모아서 파라디 섬을 치려는 계획을 세울 때, 지크 역시 예상 못했을 리가 없고 또 다른 대비책이 있을 거라며 그 때까지 기다릴 수는 없으니 당장 기습 공격을 하자는 입장을 밝힌다. 엘런에게 진실을 고백할 때만 해도 이제 더 이상 살기 싫고 사라지고 싶다고 할 정도로 자포자기 상태였는데 이제까지의 망설임을 뒤로 하고 파라디 섬과의 전면전, 나아가 엘런과의 제 3라운드를 결의한 것 같은 자세를 보인다.
116화에서 마레군 병사들과 함께 다섯 대의 비행선을 몰며 시간시나 구 상공에 나타난다. 피크와 포르코가 작전 대로 타깃인 에렌 예거의 거인화를 유도해 그의 위치를 까발리는 데 성공하면서 신호를 보내자 동료들과 시간시나 구로 낙하할 준비를 한다. 그리고 엘런을 죽이고 레벨리오 전투의 패배의 설욕을 갚으라는 마가트 대장의 말과 함께, 엘런과 1대 1로 대면한다. 두 사람의 재회 및 2차 대결의 플래그인 셈으로, 월 마리아 탈환 전투를 본격 개시한 75화에 서로를 내려다 보는 장면 구도를 다시 활용했다.
117화에서 포르코 갤리어드와 함께 에렌 예거와 결투를 벌이게 되고, 엘런이 무기력해지자 거인의 목덜미를 물어 거인의 힘을 빼앗으려 하나 지크 예거의 투석으로 인해 실패하게 되고 지크를 보자 경악한 표정을 짓는다.
118화에서 지크의 투석으로 인해 죽을 고비를 면하고 재생이 된 다음 엘런 예거를 기습하지만 지크의 두번째 투석으로 인해 실패한다.
119화에서 대거인포를 맞은 엘런 예거를 다시 제압하나 콜트의 기다려주라는 외침에 당황한다. 콜트가 '팔코 그라이스가 지크의 척수액을 섭취했다'고 말하자 충격을 받는다. 잠시 망설이던 지크가 마침내 외침을 발동하여 팔코가 거인화되고, 지크의 명령으로 거인화된 팔코에게 제압당할 뻔 했으나 엘런과 팔코를 둘 다 제압한다.
그러나 팔코에게 신경을 쓰는 사이 엘런의 뒷발차기에 맞아 놓칠 뻔 했고 겨우 엘런의 발목을 잡았지만 그 틈을 타 팔코가 목덜미를 물어 잡아먹힐 위기에 처했으나 포르코 갤리어드의 희생으로 죽음을 면했다. 포르코의 죽음에 격분한다. 엘런을 무자비하게 폭행하는 도중에 경질화로 인해 함정에 걸리고 함정에서 벗어나 다시 엘런을 잡을려 시도하나 뇌창으로 인해 실패하였다.
122화에서 땅울림이 시전되자 가비를 부른다. 그리고 123화에서 땅울림을 일으켜 세계를 멸망시킬 것이라는 엘런의 선포를 듣는다.
124화에서 시조의 거인의 능력에 의해 경질화가 강제로 해제되고 이 때문에 가비를 구하다가 무너지는 벽의 파편에 정통으로 맞아 부상을 입었다. 이후 민가에 들어가서 기절한다.
126화에서 애니에게 발에 차이면서 일어나고 엘런과 장을 뺀 조사병단 시절 동료와 가비, 팔코와 재회한다.
127화에서 모든 동료들과 재회하고, 함께 저녁 식사를 한다. 서로 엘런을 죽이지 않고 막는 화제로 신경전이 팽팽한 상황에서 옐레나가 장이 예전에 마르코라는 친구의 죽음에 애니가 관련이 있다고 말한 적이 있는데, 그가 어떻게 죽었는지 들었냐며 장을 도발한다. 애니가 자신이 그의 입체기동장치를 빼앗았다고 얘기하자 모든 것은 자신이 명령한 일이라고 말하고, 마르코의 최후와 그의 유언을 들려 준다. 그리고 정신 분열로 인하여 그 후 마르코를 먹은 거인을 죽이게 되었다는 얘기를 하자, 장이 분노를 참지 못하고 그를 피떡이 되도록 쥐어 패고 다음 날 아침에야 일어나게 된다. 장이 진정하긴 하였으나 여전히 라이너를 용서할 수는 없다고 하자 라이너 자신도 이해한다고 한다.
128화에서 애니와 예전 동기들 간의 대화를 통해 엘런이 자신에게 했던 말의 의미에 무언가 눈치 챈다. 그리고 예거파와 싸우기를 꺼려하는 예전 동기들을 배려해서 '싸우지 않아도 되니 그저 손대지 말아라'라고 말하지만, 싸우기로 결심한 예전 동기들을 보고 놀란다. 이후 작전을 진행하지만 결국 들켜서 전투가 벌어지고 애니와 함께 거인화하여 전투를 벌인다.
129화에서 뇌창에 공격받는 애니를 지켜준다. 그러나 머리 부분이 날라간 상태까지 공격 받아서, 죽을 위기에 처하지만 코니가 구해준다. 그리고 예거파를 내쫓은 후에 코니와 장의 부축을 받으며 배에 탑승한다.
130화에서 부상이 다 낫지 않은 상태로 등장한다. 레벨리오를 구하기엔 늦었다는 한지의 말을 듣고 안색이 어두워진다. 그리고 마찬가지로 안색이 어두운 가비와 피크를 쳐다보고선 레벨리오에 있는 자신의 가족들을 떠올린다.
132화에서 떠나가는 애니를 배웅하며, 과거 시조 탈환 작전을 강행한 점을 사과한다. 이에 애니가 몇 번이나 죽이려다 말았는지 모르겠다고 말하긴 하지만 그 후 포옹하면서 지난 앙금들을 어느 정도 해소한 듯 하다.
134화에서는 시조의 거인으로 변한 엘런의 척추 위에서 거인화한 뒤 짐승 거인을 제압한다.
135화에서는 피크가 라라 타이버의 전퇴의 거인에게 중상을 입자 경악하다가 갤리어드의 턱 거인한테 공격당한다. 이후 베르톨트의 초대형 거인에게 갑옷 거인의 머리가 뜯겨 분리되고 만다. 이후 가비와 애니, 시조새의 형태를 한 턱 거인의 팔코의 등장으로 위기를 모면한다.
136화에서 쟝과 함께 엘런의 목덜미 파괴, 피크 핑거의 구출을 하러간다. 폭파는 쟝에게 맡기고, 본인은 선대 전퇴의 거인들을 상대한다. 아르민의 회상을 보면 갑옷의 대부분이 크게 손상된 상태이다.
137화에서 결국 당하려는 찰나 지크와 아르민의 활약으로 인해 아군이 된 갤리어드 형제와 유미르의 턱 거인이 구해준다. 이후 다시 일어나 시조의 거인의 목에 설치된 폭탄을 터뜨리러 가는 장을 엄호한다. 장이 무사히 폭탄을 터뜨리자 엘런의 거인의 머리가 떨어져나오고, 시조의 목에서 유기 생명체가 튀어나와 에렌이 있는 진격의 거인 목으로 돌아가 몸을 수복하려 하자 그 촉수를 잡아 땅으로 패대기쳐서 저지한다. 곧 아르민이 초대형 거인의 대폭발로 시조의 거인의 몸체를 날려버리려 해서 다들 탈출하는 와중에 장은 라이너가 있다며 만류하지만, 피크는 갑옷 거인의 방어력이라면 폭발 속에서도 무사할 것이고 무엇보다 이 기회를 놓치는 건 라이너의 결의를 무시하는 거라 하여 결국 모두 팔코의 턱 거인의 몸체에 올라타 탈출한다. 그리고 남아서 유기 생명체를 저지하던 라이너는 곧바로 아르민의 초대형 거인의 대폭발에 휘말린다.
138화에서는 초대형 거인의 폭발을 견디고 살아남았다. 그런데 엘런이 살아남자 엘런과 또 다시 싸운다.

## 인간 관계

### 베르톨트 후버,애니 레온하트
같은 마레의 전사